# 1,8-Dihydroxyanthrachinon
1,8-Dihydroxyanthrachinon, auch unter dem Namen Chrysazin oder Danthron bekannt, ist eine organische Verbindung aus der Stoffgruppe der Anthrachinone (genauer der Dihydroxyanthrachinone).

## Vorkommen

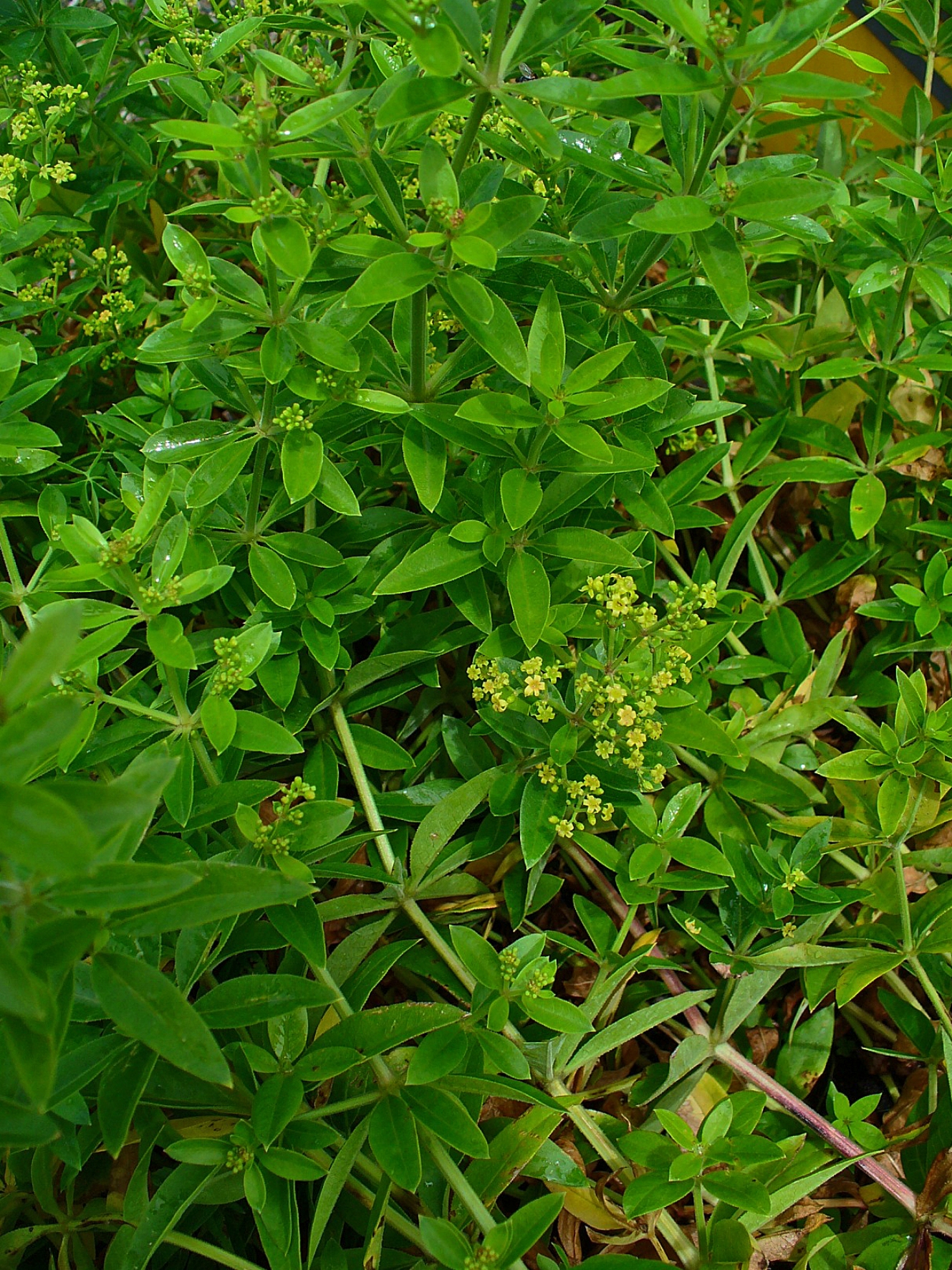
Färberkrapp (Rubia tinctorum)

Chrysazin kommt neben anderen Anthrachinonen glycosidisch gebunden in den Wurzeln des Färberkrapps, sowie in vielen Aloearten (besonders in echter Aloe) als Aloeemodin vor.

## Darstellung
Chrysazin kann durch Photooxidation von Dithranol mit angeregtem Sauerstoff gewonnen werden. Der folgende Reaktionsmechanismus wurde durch das Benutzen des Sauerstoff-Isotops 18O (blau dargestellt) bewiesen.

## Eigenschaften
Das 1,8-Dihydroxyanthrachinon lässt sich durch das Vermischen von Ether, Magnesiumsulfat und Ammoniak nachweisen, denn die Etherphase, sowie die wässrige Phase färben sich bei Anwesenheit rot.

## Verwendung
Die Derivate und Glycoside, welche in den Aloearten vorkommen, haben eine abführende Wirkung und werden deswegen als Abführmittel verwendet.
In manchen fertig verkäuflichen Kräuterteemischungen ist der Stoff enthalten, was wegen seiner krebserregenden Wirkung Anlass für Rückrufaktionen sein kann.

## Biologische Bedeutung
Chrysazin wird in einigen Ländern als krebserregend eingestuft. Untersuchungen ergaben sowohl Hinweise auf eine DNA-schädigende Wirkungen in Bakterien- und Zellkulturmodellen als auch auf eine kanzerogene Wirkung in Nagerstudien.